# Relações entre Brasil e Honduras
As relações entre Brasil e Honduras são as relações diplomáticas estabelecidas entre a República Federativa do Brasil e a República das Honduras. Elas foram rompidas em 2009 devido ao golpe militar de 2009 que fez de Roberto Micheletti o chefe de Estado e governo depondo o presidente Manuel Zelaya, que mais tarde foi abrigado na embaixada brasileira em Tegucigalpa. Apesar das eleições presidenciais e do salvo-conduto dado pelo presidente eleito Porfirio Lobo a Zelaya que o permitiu viajar para a República Dominicana, o Brasil não reconheceu a princípio o novo governo hondurenho. Contudo, essa situação mudou anos depois, devido ao fato do então presidente Porfirio Lobo Sosa, eleito, ter se esforçado para retornar a comunidade internacional, inclusive houve o restabelecimento dos laços diplomáticos com o Brasil.
Os dois Estados estão inseridos no processo de integração latino-americana. Assim, eles integram a Associação Latino-Americana de Integração (ALADI) e o Grupo do Rio. Para além dessas organizações latino-americanas, eles também compõem a União Latina, a Conferência Ibero-americana, a Organização dos Estados Ibero-americanos para Educação, Ciência e Cultura (OEI), a Organização dos Estados Americanos (OEA), a Organização das Nações Unidas (ONU) e a Organização Mundial do Comércio (OMC).

## Relações bilaterais

### Governo Jair Bolsonaro
Em 1 de janeiro de 2019, o então presidente hondurenho, Juan Orlando Hernández esteve presente na posse de Jair Bolsonaro em Brasília. No encontro entre os dois chefes de Estado, criou-se a expectativa de uma aproximação entre os dois governos, o que não ocorreu.
O distanciamento entre Brasil e Honduras se acentuou a partir de 2022 quando a esquerda voltou ao poder no país da América Central. A presidente eleita, Xiomara Castro, convidou os ex-presientes do Brasil, Lula da Silva e Dilma Rousseff, para sua posse em Tegucigalpa o que causou incômodo ao governo de Jair Bolsonaro, que optou por se ausentar no evento que teve a presença de Dilma. Desde então, ambos os países mantém relações modestas e relativamente frias se comparado às décadas anteriores.

## Encontro de presidentes

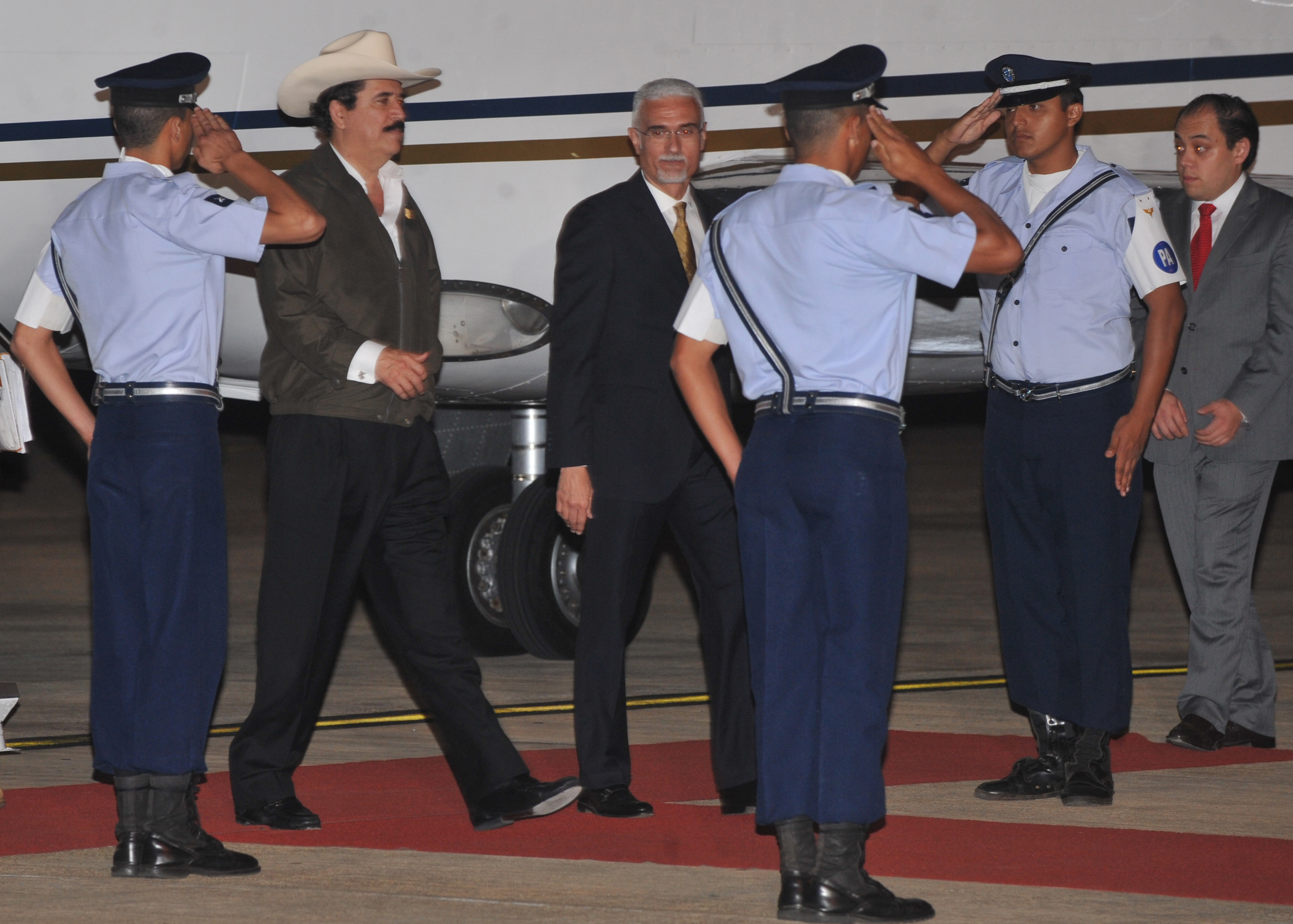
Zelaya no Brasil após o Golpe.
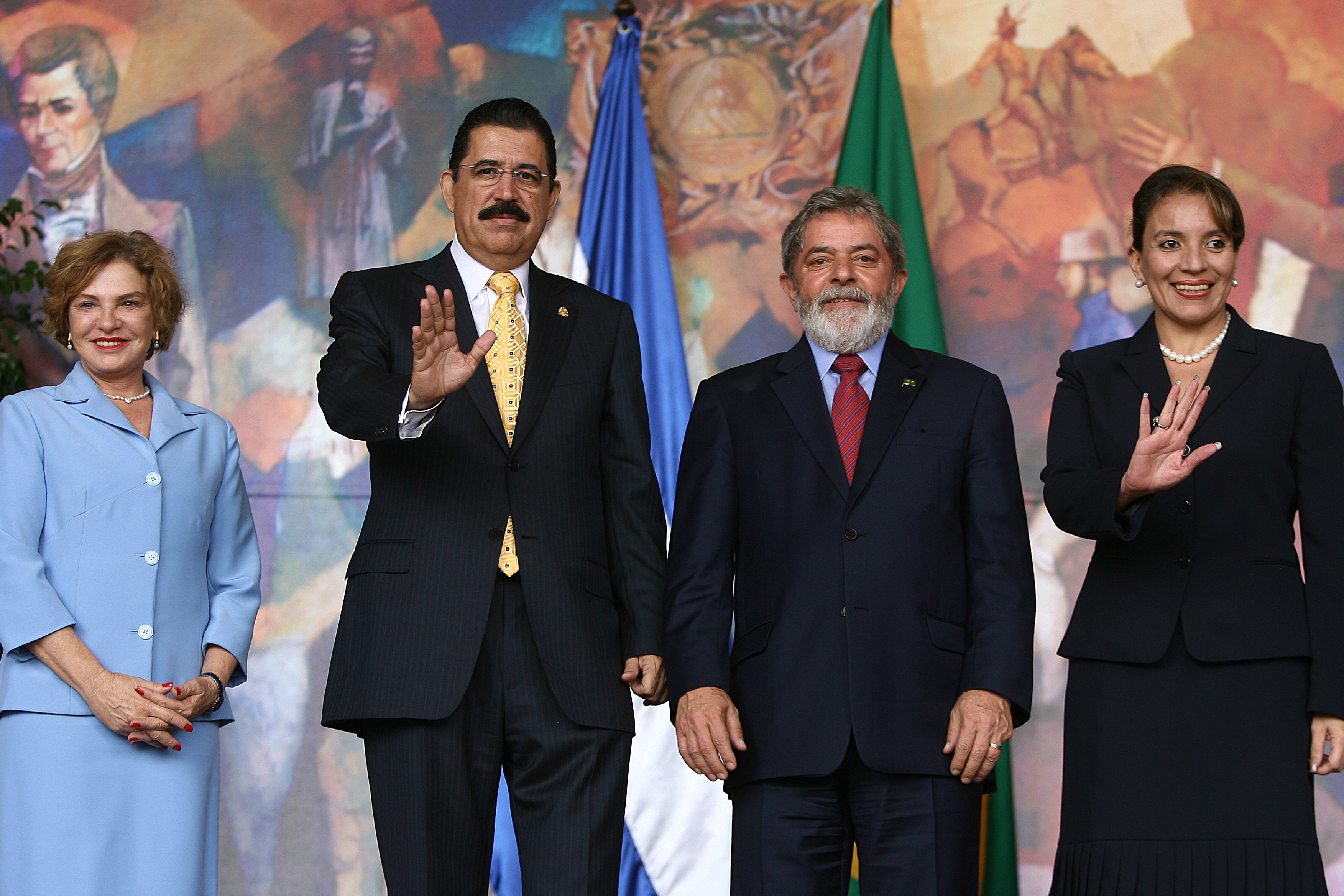
Presidente Lula e sua esposa em visita ao presidente Zelaya e sua esposa em Tegucigalpa.
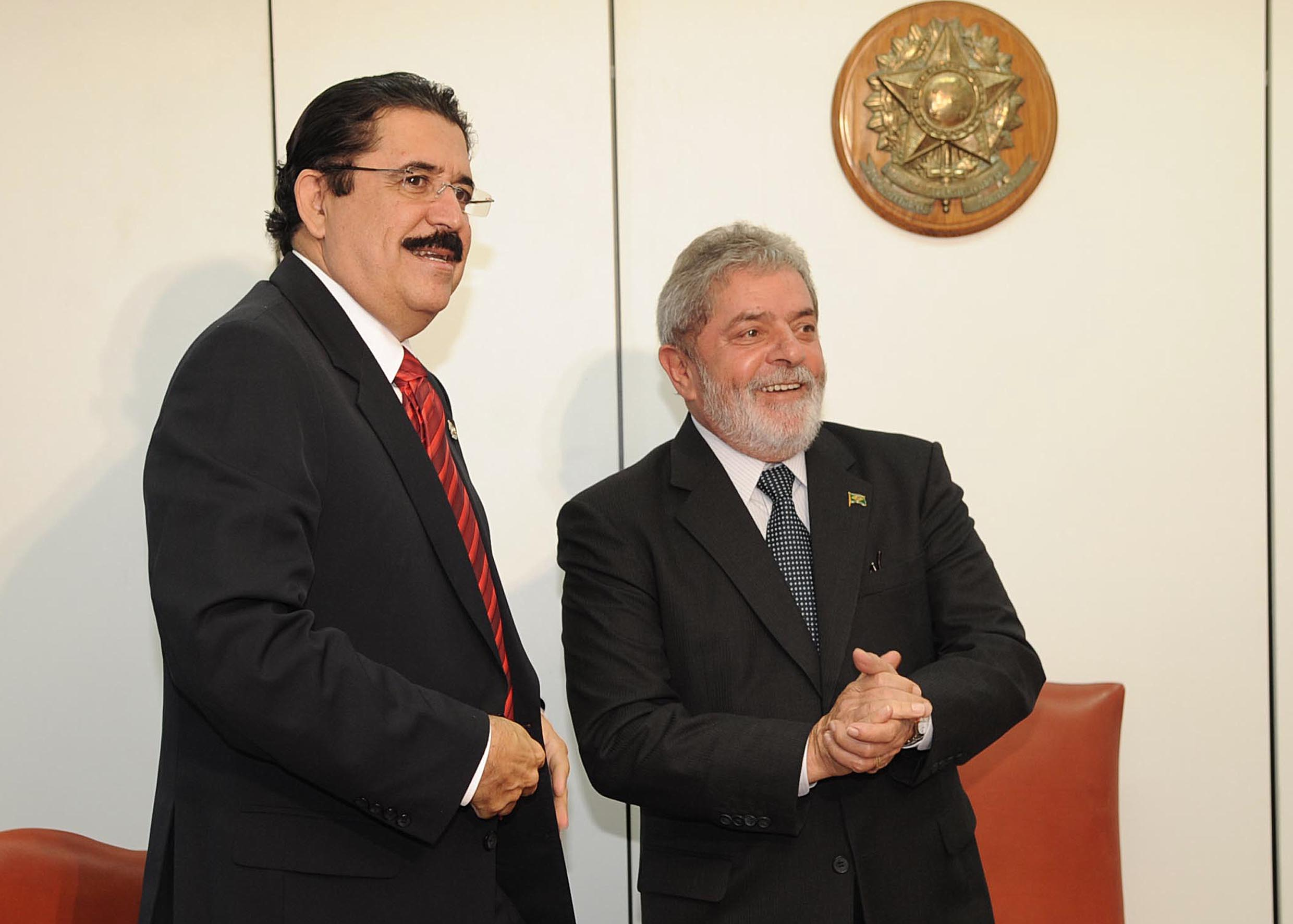
Lula e Zelaya em encontro em 2009.